# Moisej Ostrogorskij
Moisej Jakovlevič Ostrogorskij (in russo Моисей Яковлевич Острогорский?; Hrodna, 1854 – Pietrogrado, 10 febbraio 1921) è stato un politico, scienziato, storico, giurista e sociologo russo.
Accanto a Max Weber e Robert Michels, è considerato uno dei fondatori della sociologia politica, in particolare nel campo delle teorie sul sistema dei partiti politici.
Come Ostrogorskij ha notato, la fedeltà ai partiti è spesso paragonabile alla fedeltà ad una religione. È stato membro della prima Duma di Stato russa nel 1906-1907.

## Biografia
Moisej Ostrogorskij studiò legge a San Pietroburgo e lavorò per il ministero della giustizia russo. Nel 1880 si recò a Parigi dove studiò Scienze Politiche alla “Ecole libre de Sciences Politiques” e dove scrisse la sua tesi sul tema: “Le origini del suffragio universale” (1885). In Francia Ostrogorskij assorbì il pensiero politico francese, da pensatori come Comte, Durkheim, Tocqueville, Saint-Simon e Proudhon.
Viaggiò e fece lunghe permanenze negli Stati Uniti d'America e nel Regno Unito. Nel 1902 pubblicò la sua opera maggiore: “La democrazia ed i partiti politici” (originariamente in francese). Dopo il ritorno in Russia nel 1906, fu eletto rappresentante alla Duma per la provincia di Hrodna. Lasciò la politica attiva dopo che la Duma fu sciolta durante la Rivoluzione Russa. Come pensatore politico, venne prima riconosciuto in Occidente, poi in Russia. Ostrogorskij è stato molto influente sul pensiero politico del XX secolo. Dopo aver lasciato la politica ha insegnato presso l'istituto di Neuropsicologia a San Pietroburgo.

## Attività e Opere
L'opera principale di Ostrogorskij è: “La démocratie et les partis politiques” (“La democrazia ed i partiti politici”) originariamente scritto in lingua francese. Egli ha osservato e descritto un determinismo comportamentale nella struttura organizzativa dei partiti - "Non appena un partito, anche se creato per il più nobile oggetto, si sforza di perpetuare se stesso, tende alla degenerazione oligarchica". Il suo pensiero ha influenzato le ricerche successive di Max Weber, Robert Michels, e André Siegfried". Ostrogorskij è anche autore di un libro che si occupa della parità dei sessi "La Femme au point de vue du droit public".
Nella sua opera fondamentale (“La democrazia ed i partiti politici”) Ostrogorskij esamina l'evoluzione dei partiti politici in due diversi contesti storici, geografici e culturali: l'Inghilterra e gli Stati Uniti d'America. L'evoluzione dei partiti politici nei due diversi contesti è esaminata in modo dettagliato dal punto di vista storico, politico e sociale. Pur nella diversità dei contesti, che vengono esaminati separatamente, Ostrogorskij identifica numerose analogie. I partiti politici, spinti dalle necessità della concorrenza tra di loro, frutto della competizione elettorale democratica, sono indotti ad utilizzare gli strumenti del potere pubblico e le ricchezze sociali agli scopi dell'interesse del partito, per meglio collocarlo nella competizione elettorale.
Le esigenze di questa competizione spingono tutti i partiti politici, indipendentemente dalle loro originarie ideologie e scopi, ed indipendentemente dalla volontà dei singoli membri del partito o leader, ad assumere dei comportamenti che sono comuni a tutti i partiti. In particolare Ostrogorskij mette in evidenza come nei due contesti studiati e pur nelle differenti condizioni storiche, politiche e culturali, nell'arco del periodo storico esaminato i partiti politici siano tutti evoluti nel senso di:
- Ridurre la democrazia interna.
- Ridurre l'autonomia dei rappresentanti eletti, i quali da portatori del proprio autonomo pensiero o convinzioni oppure da rappresentanti dei cittadini, sono come forzati a divenire funzionari dei partiti.

L'elenco degli esempi, la descrizione degli episodi e la quantità di documentazione raccolta e presentata nel libro di Ostrogorskij è ragguardevole. La descrizione della situazione italiana fatta da Enrico Berlinguer nella celebre intervista all'Espresso del 28 luglio 1981, e dal titolo La questione morale in cui si diceva:
(Enrico Berlinguer)
corrisponde in modo particolarmente fedele alla descrizione fatta da Ostrogorskij delle realtà da lui studiate nella seconda metà dell'Ottocento . Ostrogorskij infatti descrive il medesimo fenomeno elencando nelle più di settecento pagine della sua opera principale numerosissimi esempi e sintentizzandoli poi nel capitolo "Conclusioni" con le parole seguenti:
(Moisej Ostrogorskij, “La democrazia ed i partiti politici”, Capitolo XII, paragrafo I)
Ostrogorskij attribuisce questa evoluzione del ruolo dei partiti nelle società alla necessità dei partiti di primeggiare nella competizione elettorale, acquisendo strumenti presso poteri costituiti che possano fornirli.

## Le soluzioni politiche proposte da Ostrogorskij
Per certi aspetti le critiche fatte da Ostrogorskij al sistema dei partiti politici che determinano la debolezza della democrazia, anticipano e affiancano le critiche di altri studiosi come Max Weber e Robert Michels, ma mentre questi sono piuttosto orientati verso l'elitismo, Ostrogorskij si muove in direzione opposta: egli cerca infatti gli strumenti per un rafforzamento della democrazia mediante sistemi che condizionino i partiti politici e ne riducano la tendenziale degenerazione oligarchica. Nei due capitoli finali della sua opera principale (capitolo XI "Bilancio" e XII "Conclusioni") Ostrogorskij descrive quelle che a suo parere potrebbero essere le soluzioni o i rimedi.
Inoltre nella edizione del 1912 i medesimi capitoli contengono la descrizione degli importanti risultati e progressi ottenuti negli Stati Uniti d'America nel periodo intercorso tra la prima edizione della sua opera (1902) e la seconda edizione, vale a dire il periodo storico degli Stati Uniti d'America, detto "Progressismo", durante il quale vennero introdotte diverse riforme democratiche, allo scopo di ridurre la corruzione e lo strapotere dei partiti nella vita del paese. In aggiunta i capitoli finali del libro contengono la descrizione dei metodi adottati, in particolare negli Stati Uniti d'America, per affrontare ed in gran parte risolvere molti dei problemi descritti.
Ostrogorskij è al corrente e descrive la democrazia diretta, presente in Svizzera a partire dal 1848 e funzionante durante tutto periodo storico da lui esaminato ed inoltre introdotta in diversi stati occidentali degli Stati Uniti d'America proprio nel periodo intercorso tra la prima e la seconda edizione del suo libro (esempio, California 1911). Secondo Ostrogorskij la democrazia diretta, eliminando il monopolio del potere legislativo, rappresenta una soluzione efficace al problema della degenerazione oligarchica dei partiti da lui descritta. Secondo Ostrogorskij però la democrazia diretta esige un livello di coscienza politica e sociale da parte dei cittadini, non sempre e non immediatamente disponibile. Pertanto Ostrogorskij cerca anche altri metodi, il principale dei quali e certamente il più originale consiste nel rendere temporanea l'esistenza di ogni partito.
Vale a dire che secondo Ostrogorskij i partiti politici dovrebbero dichiarare gli intenti, gli scopi o le "ragioni sociali". I partiti politici dovrebbero essere tenuti al rispetto del perseguimento degli intenti dichiarati. Una volta raggiunti gli intenti o qualora tali intenti non fossero per qualsiasi ragione più d'attualità, il partito dovrebbe sciogliersi.
(Moisej Ostrogorskj, “La democrazia ed i partiti politici”, Capitolo XII, paragrafo XI)
Ostrogorskij mette anche in evidenza il fatto che i progressi ottenuti negli Stati Uniti d'America in particolare nel primo decennio del secolo scorso e l'introduzione della democrazia diretta in diversi stati dell'Ovest, vennero ottenuti grazie ad un significativo cambiamento di comportamento dei cittadini americani nei confronti dei partiti politici.
(Moisej Ostrogorskij, “La democrazia ed i partiti politici”, Cap XII par V)
(Moisej Ostrogorskij, “La democrazia ed i partiti politici”, Cap XII, par. VIII)
Inoltre Ostrogorskij mette in evidenza che i successi (da lui sottolineati) durante il primo decennio del Novecento, vennero ottenuti negli Stati Uniti d'America non tanto mediante la costruzione di nuovi partiti, ma piuttosto attraverso la mobilitazione popolare creata da una opinione pubblica resasi indipendente dagli schieramenti partitici e dalla adesione fideistica a questi e mobilitatasi per l'ottenimento di scopi specifici e mediante l'azione di associazioni di cittadini non finalizzate alla partecipazione ad elezioni.
Il metodo di fare politica, descritto e caldeggiato da Ostrogorskij è quello dei "gruppi di pressione", del cui modo di operare fornisce una descrizione accurata e storicamente molto ben documentata.